# Риголето Мартини
Риголето Мартини (итал. Rigoletto Martini; Фиренца, 16. јул 1907 — Рим, 1942), италијански револуционар, учесник Шпанског грађанског рата и члан Централног комитета КП Италије.

## Биографија
Рођен је 16. јула 1907. године у Фиренци. 
Године 1930. је емигрирао у Француску, где је две године је радио у Паризу у пункту Коминтерне. Потом је прешао у Москву, одакле је неколико пута ишао у Италију, са задатком да борбу против фашизма. Након избијања Шпанског грађанског рата, 1936. године, радио је на организовању Интернационалних бригада, које су се борила за одбрану Шпанске републике.
Године 1940. је постао члан Централног комитета Италијанске комунистичке партије, али је крајем 1940. године морао да напусти Италију, јер му је претило хапшење од стране фашиста. Тада је прешао у Југославију, где је 13. јануара 1941. године био ухапшен у Загребу. У затвору је дочекао окупацију Југославије и успостављање квинслишке Независне државе Хрватске. Усташе су га 22. априла пребациле у логор Керестинец. 
Раде Кончар, секретар ЦК КП Хрватске, лично га је 6. јуна извукао из логора и потом склонио у окупираном Загребу. Имао је планове да поново оде у Италију и тамо оснује партијско руководство КП Италије. У току јула месеца, самоиницијативно је, без знања ЦК КПХ или ЦК КПЈ, паустио Загреб и пошао у Италију. 
У близини Новог Места су га пресрели и ухапсили италијански карабињери. Потом је био пребачен у Рим, где га је Специјални суд осудио на 25 година затвора. Већ нарушеног здравља, умро је у затворској болници 1942. године. 